# Цар-топ
Цар-топ (рус. царь-пушка) је средњовјековно артиљеријско оружје, ремек-дјело руске артиљерије и ливачке вјештине, изливен из бронзе 1586. године од руског мајстора Андреја Чохова, за вријеме владавине цара Фјодора Ивановича. Топ никада није служио својој намјени.

## Опис
Дужина топа — 5,34 m, пречник ждријела — 1200 mm, калибар 890 mm, тежина — 40 t (2400 пуди). У Гинисову књигу рекордâ уврштен је као највећа хаубица икад направљена.
Свако његово ђуле тежи 1965 kg (120 пуди).
Топ је украшен рељефима, кључујући и један са приказом цара Фјодора Ивановича на коњу.
Лафет је направљен 1835. године.
У XVIII вијеку премјештен је у Московски Кремљ. Топ је више пута премјештан унутар Кремља. Топ се данас налази у близини Цар-звона, а задњи пут је рестаурисан 1980. године.
Године 2001. по наруџби московске градске управе у удмуртској фабрици ОАО „Ижсталь“ је изливена реплика московског Цар-топа, те је иста поклоњена украјинском граду Доњецку.

## Галерија
- Профил Цар-топа
- Цар-топ
- детаљ